# بانک مرکزی ایرلند
بانک مرکزی ایرلند (ایرلندی: Banc Ceannais na hÉireann) بانک مرکزی ایرلند است، که در سال ۱۹۴۳ تأسیس شد.